# Linggong
Linggong is een bestuurslaag in het regentschap Bireuen van de provincie Atjeh, Indonesië. Linggong telt 781 inwoners (volkstelling 2010).